# Dvorac Pignerolle
Dvorac Pignerolle nalazi se istočno od mjesta Angers u općini Saint-Barthélemy-d'Anjou u departmanu Maine-et-Loire u Francuskoj.
Izgrađen je 1776. godine za ravnatelja konjičke akademije u Angersu, Marcela Avrila de Pignerollea. Izgrađen je u neo-klasičnom stilu s pročeljem od četiri stupa, širine 25 metara i dužine 17 metara te se nalazi u parku od 80 hektara.

## Galerija
- Detalj trabeacije
- Središnji reljef koji predstavlja Apolona
- Istočno pročelje, strana parka
- Istočno pročelje, arhitektonski ukrasi
- Oranžerija
- Dio vrta
- Vodeni jarak na ulazu u dvorac
- Glavni prilaz
- Zgrada posluge
- Pomoćna zgrada
- Golubinjak
- Paviljon na ulazu